# Mattias Skjelmose
Mattias Skjelmose Jensen (Copenhaga, Dinamarca, 26 de setembro de 2000) é um ciclista profissional dinamarquês que compete com a equipa Trek-Segafredo.

## Trajetória
Começou sua corrida em 2020 com a equipa Leopard Pro Cycling. Nesse mesmo ano completou-o no Trek-Segafredo como stagiaire antes de dar o salto definitivo em 2021. Conseguiu finalizar na sexta posição no UAE Tour, sua primeira corrida do UCI WorldTour. A temporada seguinte começou-a com um melhor resultado, já que terminou terceiro no Tour La Provence. Essa mesma campanha teve a oportunidade de estrear-se numa Grande Volta sendo seleccionado para participar no Giro d'Italia.

## Palmarés
- 2022
  - 3.º no Campeonato da Dinamarca Contrarrelógio

## Resultados em Grandes Voltas
| Corrida | Corrida         | 2020 | 2021 | 2022 |
| ------- | --------------- | ---- | ---- | ---- |
|         | Giro d'Italia   | —    | —    | 40.º |
|         | Tour de France  | —    | —    | —    |
|         | Volta a Espanha | —    | —    | —    |

—: não participa

Ab.: abandono

## Equipas
- - Leopard Pro Cycling (2020)
  - Trek-Segafredo (stagiaire) (2020)[1]
  - Trek-Segafredo (2021-)